# La Rioja, Tây Ban Nha
La Rioja là một tỉnh và cộng đồng tự trị ở phía bắc Tây Ban Nha. Thủ phủ là Logroño. Các thành phố và thị xã khác ở tỉnh này gồm Calahorra, Arnedo, Alfaro, Haro, Santo Domingo de la Calzada, và Nájera.
Tỉnh này giáp các đơn vị: xứ Basque (tỉnh Álava), Navarre, Aragón (tỉnh Zaragoza), và Castile và León (các tỉnh Soria và Burgos). Sông Río Ebro chảy qua tỉnnh này. Các núi và dãy núi:
- Sierra de la Demanda
- Sierra de Camero Viejo
- Sierra de Camero Nuevo
- Sierra de Cebollera
- Picos de Urbión
- Monte San Lorenzo

Các comarca
- Rioja Alta
- Rioja Baja
- Tierra de Cameros:
  - Camero Nuevo
  - Camero Viejo

## Giao thông
- Sân bay Logroño-Agoncillo
- N-111
- N-232
- N-120
- Autovía A-12
- Autopista AP-68
- Autopista AP-69 (dự kiến)
- Đường hầm Piqueras
- Puerto de Oncala
- Puerto de Piqueras

## Các thành phố chính
Tỉnh này có 174 đô thị, xem danh sách các đô thị tại La Rioja

Bản đồ các đô thị ở La Rioja

| Hạng: | Đô thị:   | Dân số: |
| ----- | --------- | ------- |
| 1     | Logroño   | 145.866 |
| 2     | Calahorra | 23.768  |
| 3     | Arnedo    | 14.082  |
| 4     | Haro      | 11.463  |
| 5     | Alfaro    | 9.576   |
| 6     | Nájera    | 8.073   |

## Cư dân nổi bật
- Gonzalo de Berceo
- Domingo de Silos
- Manuel Bretón de los Herreros
- Gustavo Bueno
- Práxedes Mateo Sagasta